# 马丁·洛克利

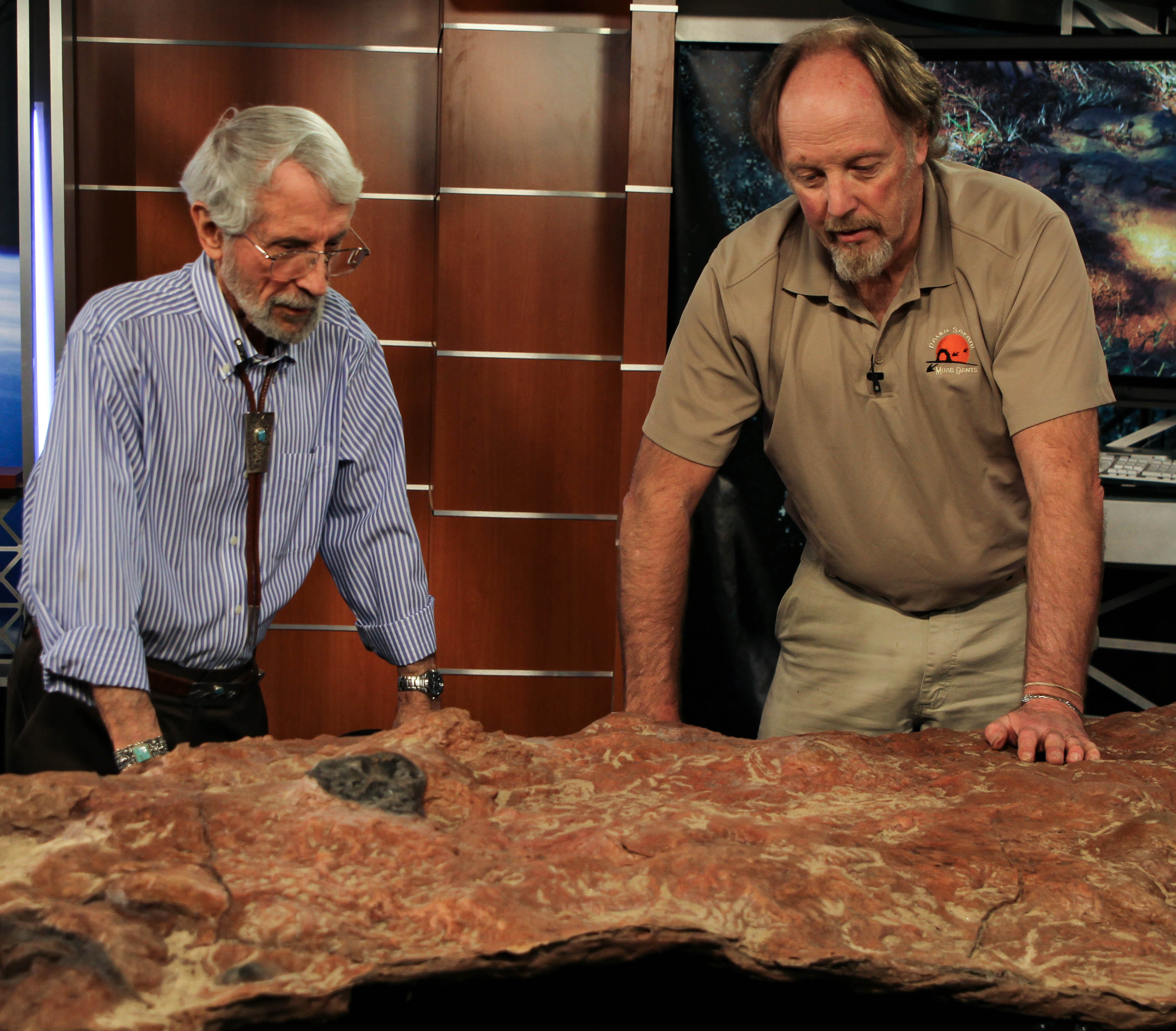
马丁·洛克利（右）和Ray Stanford研究遗迹化石

马丁·洛克利（英語：Martin Lockley，1950年3月17日—2023年11月25日），英国古生物学家。

## 生平
1950年出生在海峡群岛，成长在彭布罗克郡。父亲是英国自然学家罗纳德·洛克利，1960年代搬去英格兰，后毕业于贝尔法斯特女王大学，1977年博士毕业于伯明翰大学。1980年博士后毕业于格拉斯哥大学。之后任教于科罗拉多大学丹佛分校担任助理教授，研究化石足迹，后担任该校足迹博物馆馆长。
他曾在科罗拉多州和西北美洲研究遗迹化石。足迹遍布中国，韩国， 西班牙和英国。 曾经在葡萄牙，德国，法国，玻利维亚，日本，泰国，和东非发布研究报告。